# Haematopota fulvipes
Haematopota fulvipes är en tvåvingeart som beskrevs av Stone och Philip 1974. Haematopota fulvipes ingår i släktet Haematopota och familjen bromsar.
Artens utbredningsområde är Pakistan. Inga underarter finns listade i Catalogue of Life.